# Notturno viennese
Notturno viennese (Reunion in Vienna) è un film del 1933 diretto da Sidney Franklin.
La sceneggiatura di Ernest Vajda e Claudine West si basa sul lavoro teatrale Reunion in Vienna di Robert Emmet Sherwood andato in scena nei primi anni trenta al Martin Beck Theatre di Broadway. La commedia, che aveva debuttato con grande successo il 16 novembre 1931, restò in cartellone fino al luglio 1932, per un totale di 264 recite, interpretata dalla celebre coppia di attori Lynn Fontanne e Alfred Lunt

## Trama
Elena Krug, moglie di Anton Krug, un celebre psichiatra viennese, si trova a Schoenbrunn, dove va con la memoria ai bei tempi andati quando, a corte, lei era corteggiata dall'arciduca Rudolph, noto dongiovanni. Tornata a casa, Elena viene a conoscenza del fatto che Rudolph, condannato all'esilio, ha riattraversato il confine per tornare a Vienna in occasione del centenario della nascita dell'imperatore. Anche se lei sostiene con il marito di non essere più legata ai vecchi tempi, lui la spinge a recarsi alla festa, che si deve tenere in un grande albergo, come fosse una sorta di rito di addio al passato. Rudolph, che in quegli anni ha lavorato come tassista a Parigi, si è nel frattempo intrufolato nell'albergo dove cerca di sapere dalla proprietaria, Frau Licher, qualcosa su Elena che quando arriva, nonostante le insistenti profferte amorose dell'arciduca, gli ripete di essere innamorata del marito. Lui, che l'ha portata nella sua stanza, le prende la fede ma lei se la svigna per tornare a casa, dove lui, imperterrito, la segue. Dapprima, Anton lo riceve con garbo ma, dato il comportamento sfacciato di Rudolph nei confronti della moglie, finisce che lo sfida a battersi per poi pentirsene quasi subito, pentito di essersi lasciato andare all'ira.
Intanto, dai Krug arriva la polizia sulle tracce dell'arciduca che viene nascosto dal padrone di casa. Per non fare perquisire la casa, lo psichiatra decide di recarsi dal prefetto, così avvisa Elena di doverla lasciare da sola con Rudolph. L'arciduca adesso non se la sente di sedurre la moglie di un uomo che lo sta proteggendo e confida a Elena che i giorni del privilegio sono ormai finiti anche per lui. La mattina seguente, Rudolph fa allegramente colazione con Elena e il suocero: ritorna Anton con un lasciapassare che permetterà al ricercato di arrivare senza problemi al confine. Rudolph, come ultimo gesto prima di partire, restituisce la fede che aveva sottratto ad Elena mettendola nella mano di Anton.

## Produzione
Il film fu prodotto dalla Metro-Goldwyn-Mayer (MGM).

## Distribuzione
Distribuito dalla Metro-Goldwyn-Mayer (MGM), il film uscì nelle sale cinematografiche statunitensi il 16 giugno dopo essere stato presentato in prima il 2 maggio 1933.